# المجد (الشرف)
المجد هو الشهرة، الثناء والشرف الذي يتحصل عليه الفرد بعد انجاز بارز يشهد له به الجميع في مختلف البقاع. في الثقافة اليونانية قليلون من استحقوا الوصول إليه كما وضح أفلاطون في الندوة، أحد أهم حواراته.

## في الثقافة اليونانية

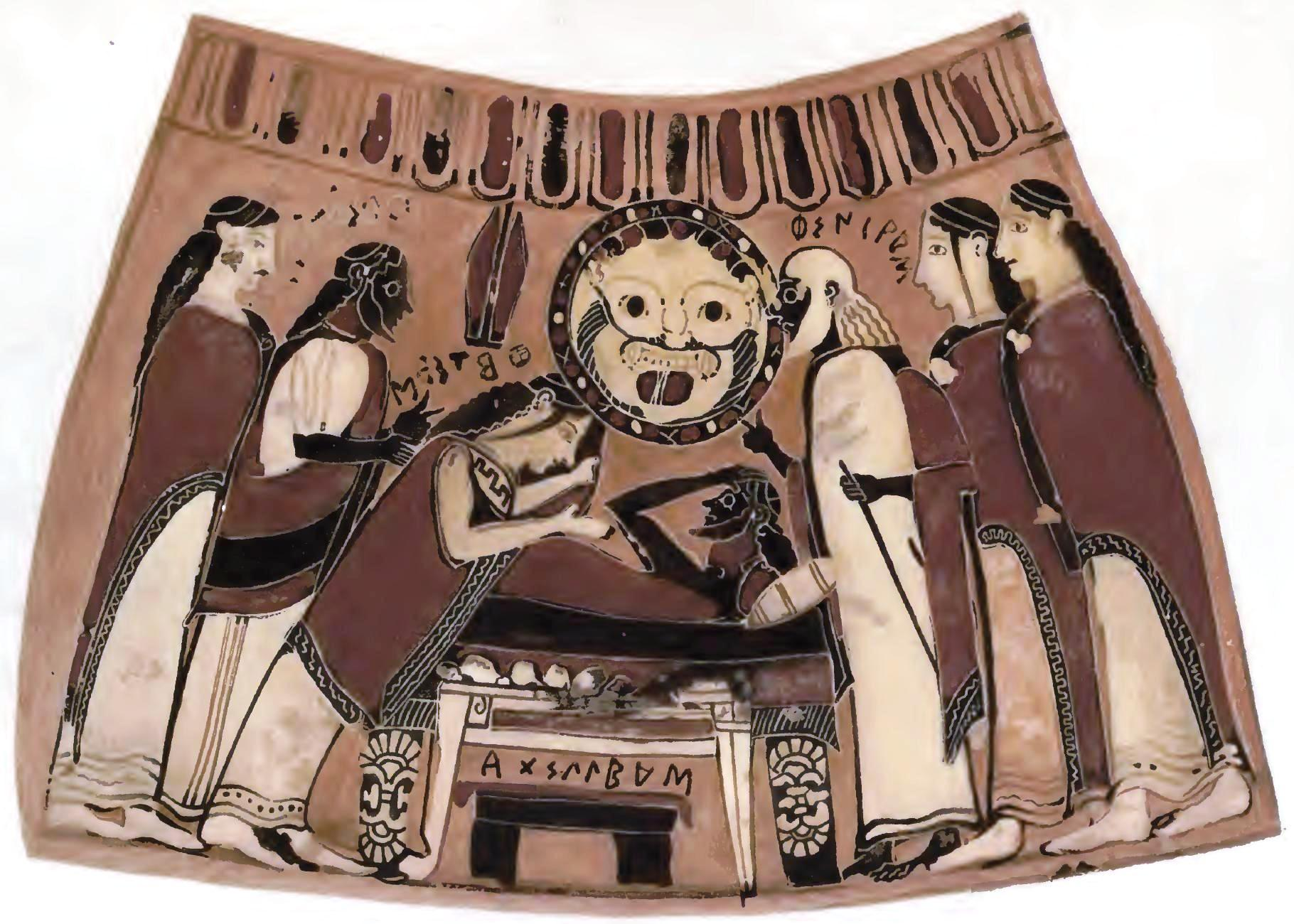
حداد أخيل لباتروكلُس.

كلاوس، كلمة يونانية غالبا ما يتم ترجمتها إلى الشهرة أو المجد. ارتبطت الكلمة دائما بكلمة «الاستماع» حيث تحمل داخلها معنى «ما يسمعه الآخرون عنك». يتحصل البطل اليوناني على المجد من خلال إنجاز أعمال عظيمة، قد تؤدي إحداها إلى وفاته. ينتقل المجد بشكل دائم من الأب إلى الابن، لذلك يقع على عاتق الابن دائما الحفاظ على مجد أباه.
تم ذكر المجد باستفاضة في ملحمة هوميروس، الإلياذة والأوديسة. لعل خير مثال على هذا هي قصة أوديسيوس وابنه تيليماكوس الذي يشعر بالقلق والخوف مما يشاع عن والده أنه مات موتًا مثيرًا للشفقة حيث تاه في البحر بدلًا من موتا ذا سمعة طيبة وكريمة كالموت في معركة.

## أفلاطون
ناقش الفيلسوف اليوناني أفلاطون، في حواراته المخصصة «الندوة» تأثير الحب في تشجيع الفرد للوصول إلى المجد والشهرة داخل باب الحوار بين سقراط وديوتيما. مفسرا ذلك بأن الرجال دائما ما يبحثون عن طرق للوصول إلى الخلود، إما عن طريق الإنجاب أو الإبداع مؤكدا أن الفرد في سبيل الوصول إلى الشهرة والمجد يكون لديه الإستعداد والقدرة على الانخراط في جهود، مخاطر وتضحيات قد تصل إلى حياتهم من أجل المجد مثلما فعلت ألسيستيس التي ضحت بحياتها من أجل إنقاذ أدميتوس أو أخيل الذي قتل وهو يثأر لباتروكلُس وإلى كودروس.

## جورج مانريك
كان خورخي مانريكي شاعراً إسبانياً بارزاً في القرن الخامس عشر. كان أكثر أعماله شهرة هو رثاء لوالده، قام بترجمته إلى اللغة الإنجليزية الشاعر هنري وادزورث لونغفيلو. وصف فيها مفاهيم الحياة الثلاثة عند الرجال:

- الحياة الأرضية وتنتهي بالموت.
- حياة الشهرة وتحتفظ بها ذاكرة الرجال.
- الحياة الأبدية للمؤمنين المسيحيين.

وصف مانريك حياة الشهرة في الأبيات التالية قائلا:

No se os haga tan amarga (لا ينبغى أن تكون مريرة إلى هذا الحد)		
la batalla temerosa (المعركة المخيفة)		
que esperáis,  (التي تواجهها)		
pues otra vida más larga (حيث أن حياة أطول)		
de la fama gloriosa (من المجد)		
acá dejáis,  (ستتركها عندك)

## وصلات خارجية
- المجد في الثقافة اليونانية- ناشيونال جيوغرافيك أبوظبي